# Jan Brewer
Janice Kay Brewer (nascida como Drinkwine; Los Angeles, 26 de setembro de 1944), mais conhecida como Jan Brewer, é uma política e autora norte-americana, que serviu como 22ª governadora do Arizona de 2009 a 2015. Membra do Partido Republicano, Brewer é a quarta mulher a ocupar o cargo além de: Rose Mofford (1988-1991), Jane Dee Hull (1997-2003) e Janet Napolitano (2003-2009). Brewer já foi Secretária de Estado do Arizona, entre 2003 a 2009, tornou-se governadora após a renúncia de Janet Napolitano em janeiro de 2009.
Brewer ficou conhecida internacionalmente em 23 de abril de 2010, assinando uma lei que dificulta a entrada de imigrantes no estado. Foi reeleita em 3 de novembro de 2010 com 55% dos votos.[carece de fontes?]

## Juventude, educação e família
Brewer nasceu como Janice Kay Drinkwine em 26 de setembro de 1944, em Hollywood, Los Angeles, filha de Edna C. (nascida como Bakken) e Perry Wilford Drinkwine, então supervisor civil no Hawthorne Army Depot em Hawthorne, Nevada. Brewer é descendente de ingleses e noruegueses. Seu avô materno, Emil Theodore Bakken, era norueguês; sua avó materna, Carrie Nelson, era de Minnesota, filha de imigrantes noruegueses. Sua avó paterna, Sarah Rosina Ford (nascida Wilford), era uma inglesa de Buckinghamshire.
Brewer e seu irmão mais velho, Paul, viveram em Hawthorne até os dez anos de idade, quando a família se mudou para a Califórnia, em busca de "ar seco do deserto e brisa limpa do oceano". Seu pai morreu de doença pulmonar quando ela tinha onze anos, tendo sido devastado pela constante exposição a produtos químicos enquanto estava no depósito. Ela se formou na Verdugo Hills High School em 1962. Brewer frequentou o Glendale Community College em Glendale, Arizona, onde recebeu um certificado de tecnóloga radiológica.
Ela se casou com John Leon Brewer em Nevada e trabalhou brevemente em Glendale, Califórnia, antes de se mudar para a cidade natal de seu marido, Phoenix, Arizona, em 1970. O casal mais tarde mudou-se para Glendale, Arizona, onde ele se tornou um quiroprático de sucesso, além de encontrar alguns sucesso imobiliário. Eles se estabeleceram na seção Deer Valley de Phoenix.
Brewer e seu marido tiveram três filhos, um dos quais morreu de câncer em 2007. Outro filho, Ronald Brewer, foi declarado inocente por motivo de insanidade pelo estupro de uma mulher de Phoenix em 1989; ele foi paciente psiquiátrico por muitos anos no Hospital Estadual do Arizona. Seu arquivo foi selado por um juiz de Phoenix pouco antes de Brewer se tornar governadora. Ronald Brewer morreu em novembro de 2018.

## Carreira política

### Legislativo estadual
Inicialmente interessada em concorrer ao conselho escolar, Brewer logo viu uma vaga em seu distrito legislativo local e decidiu concorrer a deputada estadual. Brewer ocupou cargos na Câmara dos Representantes do Arizona por três anos, de 1983 a 1987, antes de decidir concorrer ao Senado do Arizona, onde ocupou cargos de 1987 a 1996. Como senadora estadual, ela buscou legislação com a intenção de criar um cargo de vice-governador do estado, argumentando que o exercício do cargo de secretário de estado não qualifica o candidato a governador, e que o cargo deverá ser preenchido por membro do mesmo partido, caso surja vaga. Durante seus últimos três anos como senadora estadual, ela ocupou o cargo de liderança sênior da maioria.
Em 1996, Brewer concorreu à presidência do Conselho de Supervisores do Condado de Maricopa, derrotando o titular, Ed King, e esteve no conselho por seis anos. Ela herdou uma dívida de 165 milhões de dólares americanos.

### Secretária de Estado do Arizona
No início de 2002, Brewer criou um comitê de campanha para concorrer ao cargo de Secretária de Estado do Arizona, para substituir a secretária de Estado cessante, Betsey Bayless. Brewer concorreu contra o vereador de Phoenix, Sal DiCiccio, nas primárias e venceu por uma margem estreita de apenas 23.000 votos.
Como secretária de Estado, Jan Brewer instituiu um programa de votação por fax para as tropas militares estrangeiras, que mais tarde foi adoptado por outros municípios, incluindo São Francisco. Brewer também ajudou a organizar as mudanças trazidas pela Proposição 200 do Arizona, que exigia que os cidadãos do estado apresentassem prova de cidadania antes de se registrarem para votar ou solicitarem benefícios públicos.

### Governadora do Arizona
A governadora Janet Napolitano foi escolhida pelo presidente Barack Obama para ser a secretária de Segurança Interna no Gabinete dos Estados Unidos. Como o Arizona não tem vice-governador, o Secretário de Estado ocupa o primeiro lugar na linha de sucessão se ocupar o cargo como resultado de uma eleição. Apesar de suas disputas anteriores com a linha de sucessão enquanto servia no Senado Estadual, Brewer foi empossada governadora depois que Napolitano renunciou ao cargo em 21 de janeiro de 2009. Ela se tornou a quarta governadora do Arizona e a terceira governadora consecutiva.

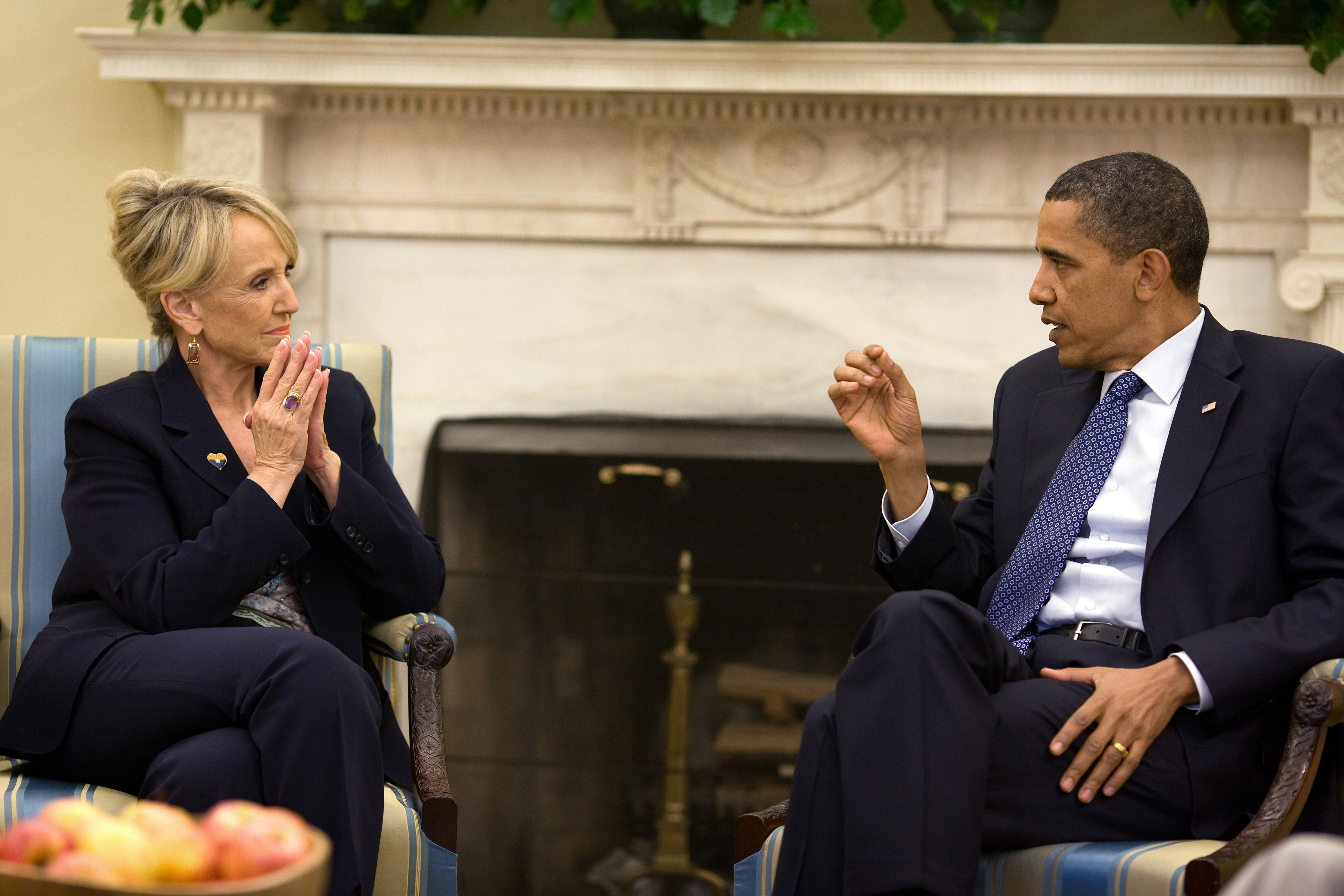
Reunião da governadora Jan Brewer com o presidente Barack Obama em junho de 2010.

Em seu discurso inaugural, Brewer prometeu manter os impostos baixos no Arizona, na tentativa de atrair negócios de outros estados, incluindo a Califórnia. No entanto, menos de dois meses após o início do seu mandato, Brewer propôs um aumento de impostos perante a Assembleia Legislativa do Estado, o que levou o senador estadual republicano Ron Gould a abandonar o discurso a meio do discurso. Na tentativa de racionalizar o aumento de impostos, Brewer afirmou que foi finalmente forçada a pedir o aumento devido ao défice orçamental do estado de 4 bilhões de dólares.
Em 23 de abril de 2010, Brewer sancionou a Lei de Apoie Nossa Aplicação da Lei e Bairros Seguros, também conhecida como Arizona SB1070, tornando-a "um crime estadual para imigrantes ilegais não terem um documento de registro de estrangeiro" e exigindo que a polícia "questione as pessoas sobre o seu estatuto de imigração, se houver razão". Também torna ilegal que as pessoas contratem imigrantes ilegais para trabalho diário ou os transportem conscientemente. Além disso, prevê disposições que permitem aos cidadãos intentar ações judiciais contra agências governamentais que dificultam a aplicação das leis de imigração. Um projeto de lei subsequente, que supostamente aborda certas questões de "perfil racial" com o projeto original, foi aprovado pela legislatura do Arizona pouco antes de encerrar a sessão de 2010 e foi assinado por Brewer em 30 de abril de 2010. A assinatura do projeto de lei levou a manifestações massivas no Arizona, Washington, D.C. e em muitas outras cidades dos Estados Unidos, tanto a favor como contra a legislação.
Em 3 de junho de 2010, Brewer se reuniu com o presidente Barack Obama para discutir a imigração ao longo da fronteira do México com o Arizona e como o governo federal poderia trabalhar em conjunto com as autoridades estaduais para combater a violência ali. Brewer comentou após a reunião: "Estou encorajado porque haverá um diálogo muito melhor entre o governo federal e o estado do Arizona agora". De acordo com relatos da imprensa, cerca de 1.200 soldados da guarda nacional estariam estacionados ao longo da fronteira.
Em 24 de agosto de 2010, Brewer venceu as primárias republicanas, para enfrentar o procurador-geral do Arizona, Terry Goddard, nas eleições gerais. Brewer foi eleita por direito próprio em 2 de novembro de 2010, para o cargo de governadora nas eleições para governador do estado de 2010, ganhando 55% dos votos do estado sobre o democrata Terry Goddard com 42%. A pesquisa realizada após a assinatura do Arizona SB1070 por Brewer a mostrou como uma das primeiras favoritas nas eleições gerais, e ela foi empossada para um mandato completo em 3 de janeiro de 2011, no Capitólio do Estado em Phoenix.
Como resultado de uma votação aprovada pelos eleitores em 2000, o redistritamento no Arizona foi confiado a um painel de cinco membros com um presidente independente. Em 2011, os republicanos queriam linhas mais favoráveis do que as traçadas pela comissão, e a Brewer enviou uma carta pretendendo destituir Colleen Mathis, a presidente independente, do cargo. A Suprema Corte do Arizona decidiu que a ação de Brewer era ilegal e reintegrou Mathis.

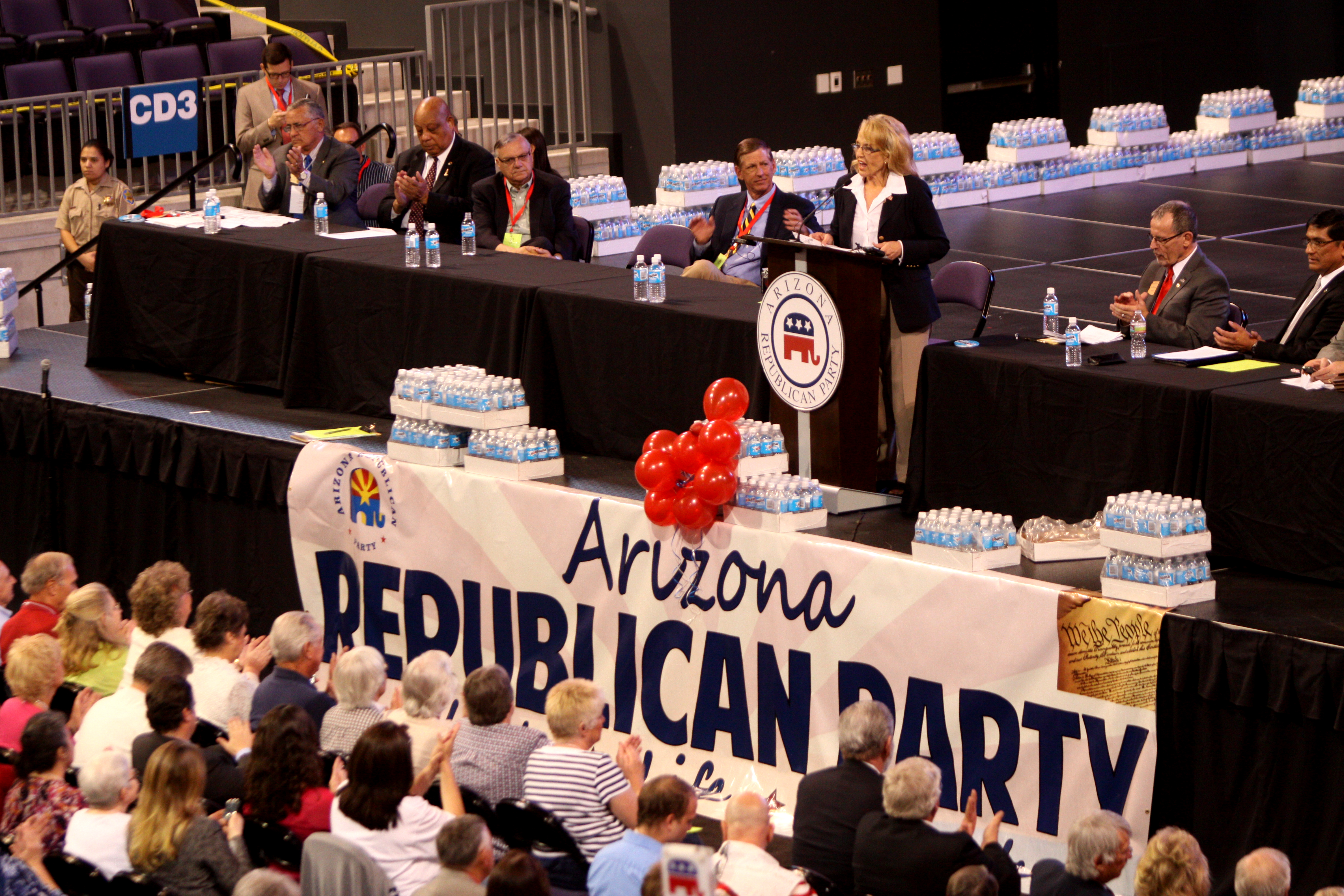
Brewer falando na convenção estadual republicana de 2012 em Phoenix, Arizona.

Brewer não conseguiu concorrer a um segundo mandato completo de quatro anos em 2014. A Constituição do Arizona limita o governador a dois mandatos consecutivos, independentemente de serem mandatos completos ou parciais. No entanto, os ex-governadores podem buscar mandatos adicionais não consecutivos após um intervalo de quatro anos. Em novembro de 2012, Brewer declarou que estava investigando o que chamou de "ambiguidade" na lei de limite de mandato do Arizona para buscar um terceiro mandato. Em fevereiro de 2014, Brewer reiterou que estava pensando em concorrer à reeleição, mas em 12 de março de 2014, ela anunciou que não tentaria buscar outro mandato, o que teria exigido o que o The Arizona Republic chamou de "desafio judicial improvável".
Em 26 de fevereiro de 2014, Brewer vetou o Arizona SB 1062 (um projeto de lei que permite que proprietários de empresas recusem serviços a homossexuais) que foi aprovado pela legislatura estadual.

## Pós-governo

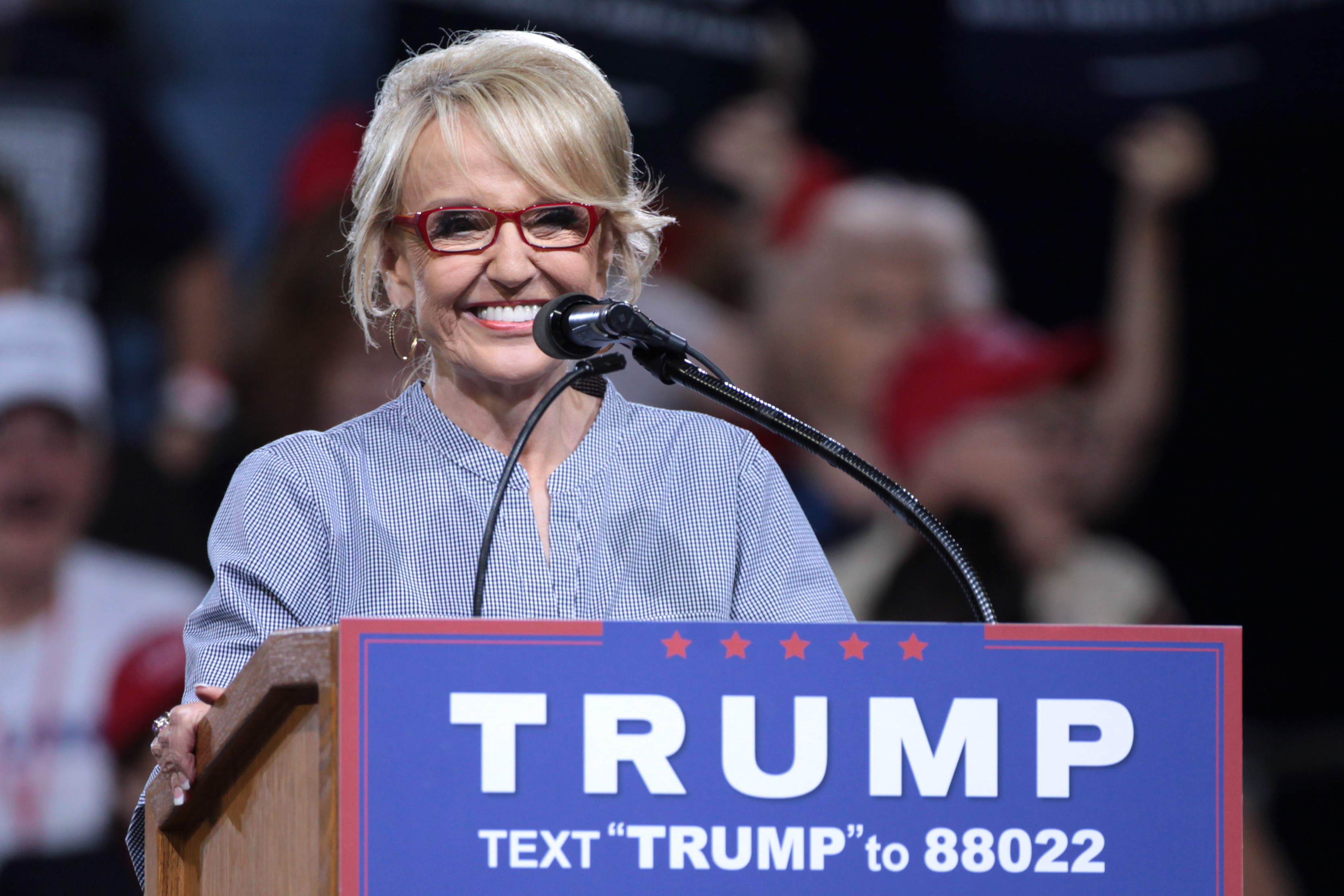
Jan Brewer falando em um comício de campanha de Donald Trump e Mike Pence em Phoenix, Arizona.

Em fevereiro de 2016, Brewer apoiou o empresário Donald Trump para presidente dos Estados Unidos, elogiando suas opiniões sobre a imigração:

O Sr. Trump protegerá as nossas fronteiras, defenderá os nossos trabalhadores e protegerá a nossa soberania. Trump representará a nossa aplicação da lei, a nossa polícia e os nossos agentes de imigração. O Sr. Trump irá realmente impor o Estado de Direito. 
Houve especulação de que Brewer seria a companheira de chapa de Trump na vice-presidência nas eleições presidenciais dos Estados Unidos de 2016, mas no final das contas Mike Pence foi selecionado. Ela também foi considerada para um cargo na administração Trump, especificamente na Secretária do Interior dos Estados Unidos. No final de março de 2017, durante uma entrevista por telefone, Brewer expressou oposição ao American Health Care Act do presidente Trump: "Isso devastaria os mais vulneráveis, devastaria os hospitais rurais, eles provavelmente fechariam e esses empregos seriam perdidos".
Na eleição para governador do Arizona em 2022, Brewer aconselhou a candidata republicana Kari Lake a parar de discutir alegações desmentidas de fraude eleitoral nas eleições presidenciais dos Estados Unidos de 2020 e a se concentrar mais no debate de políticas.

## Autora
Brewer é a autora de Scorpions for Breakfast: My Fight Against Special Interests, Liberal Media, and Cynical Politicos to Secure America's Border, publicado em novembro de 2011 pela Broadside Books. Brewer é autora de best-sellers do The New York Times com Scorpions for Breakfast, tendo alcançado as listas de best-sellers do The New York Times para não-ficção de e-books e não-ficção combinada de livros impressos e eletrônicos.